# Velika Kremeljska palača
Velika kremeljska palača (rusko Большой Кремлёвский дворец, Bolšoj Kremljovski dvorec) v osrčju ruske prestolnice Moskve predstavlja pomemben del arhitekturnega ansambla Moskovskega kremlja, saj je sestavljen iz več stavb različnih slogov, ki so nastajale od 15. do 19. stoletja. Osrednji del palačnega kompleksa je bil zgrajen med letoma 1838 in 1849 po načrtu Konstantina Thona in je prvotno služil kot glavna rezidenca carja in carjeve družine v Moskvi. Velika kremeljska palača je danes del upravnega kompleksa ruskega predsednika.

## Splošen opis
Ker so osrednjo stavbo Velike kremeljske palače, ki izvira iz 19. stoletja, dodali že obstoječim zgradbam palači Terem, Fasetni palači in Zlati carski palači, ko je bila zgrajena, so te vključene tudi v kompleks Velikega kremeljske palače. Tudi sosednja zgradba Kremeljske orožarne in cerkev Marijinega oznanjenja prav tako nista neposredno pritrjena na palačo, temveč sta z njo povezana z zaprtimi prehodi.
Velika kremeljska palača s fasado dolžine osrednje stavbe 125 metrov in višino do kupole 44 metrov zaseda vodilno mesto v ansamblu Moskovskega kremlja. Stavba stoji na južnem delu območja Kremlja, v bližini pobočja bregov reke Moskve, zato je še posebej vidna iz reke ali njenega nasprotnega brega. Z Velikega kamnitega mostu se odpira tudi reprezentativen pogled na Kremelj in Veliko kremeljsko palačo. Znotraj Kremlja so še nekdanja Kongresna palača (danes uradno Državna kremeljska palača) na severu in Stolnični trg (s cerkvijo nadangela Mihaela, Cerkvijo Marijinega vnebovzetja in Stolnico Marijinega oznanjenja) na vzhodu.
Zgradba osrednje palače se zdi od zunaj trinadstropna, v notranjosti pa ima le dve ravni, saj ima pet slovesnih dvoran v dveh nadstropjih z dvema vrstama oken, drugo nad drugim, višina stropa do 18 metrov. Število sob znotraj palače je približno 700 s skupno površino 24.000 m². Če štejemo tudi sosednje stavbe palače Terem, Fasetne palače in Zlate carske palače, je skupna površina prostorov nekaj manj kot 35.000 m².
Medtem ko je palača v 19. stoletju služila kot carska rezidenca in med drugim za slovesne sprejeme carske družine med bivanjem v Moskvi, je danes del muzejskega ansambla Kremlja, ki je del Unescove svetovne dediščine , hkrati pa tudi del uradne delovne rezidence predsednika Rusije. Zaradi tega stavbe (vključno s palačo Terem in Fasetno palačo) praviloma niso odprte za javnost; vendar si jih lahko ogleda od znotraj kot del posebne turneje za registrirane skupine, čeprav je to običajno zelo drago (odvisno od velikosti skupine, približno 850 do 1000 evrov na ogled ).

## Zgodovina palačnega kompleksa
Ker se današnja Velika kremeljska palača nahaja na mestu Moskovskega kremlja, nekdanje utrdbe, ki je znana že od 12. stoletja, so na njenem mestu že pred 19. stoletjem stale reprezentativne stavbe, vključno z bivalnimi prostori velikih ruskih knezov Moskve in carja Rusije.

### Predhodne stavbe do 17. stoletja
Opisi prvih stavb predhodnika današnje Velike kremeljske palače niso ohranjeni; znano pa je, da je tu stala prva velika knežja palača v času Ivana Kalite (zgodnje 14. stoletje). Dejstvo, da so vladarske rezidence Moskovske velike kneževine ali pozneje Ruskega carstv in Ruskega imperija stale natanko na tem mestu v Kremlju, je mogoče razložiti predvsem z izjemno reprezentativno lokacijo posesti: strmim bregovom reke Moskve, ki segajo južno, in so bile takrat široko vidne iz reke, je dal poseben položaj med vsemi zgradbami trdnjave.
V začetku 15. stoletja, do leta 1404, so stanovanja princese Sofije, žene velikega kneza Vasilija I., razširili; prvič v zgodovini Moskve je bila zgrajena hiša s fasadno uro. Ker so bile skoraj vse moskovske posvetne stavbe takrat narejene iz lesa, so bili požari stalna grožnja. V Kremlju so bili v 15. stoletju številni veliki požari, ki so knežja stanovanja delno ali v celoti uničili in so jih nato bodisi obnovili ali na novo zgradili. Šele leta 1487 je bila zgrajena ena prvih kamnitih zgradb v Kremlju, Fasetna palača, ki se je ohranila do danes. Hkrati se je začel razvoj današnjega kompleksa Velike kremeljske palače.
Po posebej uničujočem požaru, ki je leta 1493 opustošil velik del Kremlja, vključno s starimi lesenimi knežjimi stanovanji, se je začela graditi prva kamnita palača, ki naj bi dopolnjevala Fasetno palačo, in je imela predvsem reprezentativne funkcije, kot glavno prebivališče velikih knezov. Za izvedbo del so bili naročeni gradbeniki iz Italije - podobno kot pri novi gradnji obzidja, stolpov in mnogih drugih kremeljskih struktur, ki so se ohranile do danes. Takratni veliki knez Ivan III. je gradnjo knežje palače še posebej zaupal milanskemu gradbeniku Aloisio da Milano (v Rusiji je bil takrat znan kot Alewis Frjasin ). Gradnja se je začela leta 1499, dokončana pa je bila leta 1508, šele po smrti Ivana III. V nasprotju s prejšnjimi lesenimi stavbami naj bi nova palača obstajala več kot 200 let. V 16. in 17. stoletju so jo večkrat prezidali in razširili, med katerimi je najbolj znana palača Terem, ki je bila dokončana leta 1636 in je ohranjena še danes.

### Predhodne stavbe od 17. do 19. stoletja
Prejšnje zgradbe Velike kremeljske palače so do konca 17. stoletja ruskim carjem služile kot rezidenca, v celoti ali deloma. To se je spremenilo okoli leta 1703 med vladavino Petra I. Velikega. Slednji je ustanovil novo rusko prestolnico Sankt Peterburg in tja je preselil carjev sedež. Stara moskovska stanovanja skoraj niso bila uporabljena za svoj prvotni namen in so sčasoma propadla. Nekateri leseni gospodarski objekti so postali žrtev drugega požara in niso bili obnovljeni, preostali del palačnega kompleksa pa je bil med drugim uporabljen kot upravna zgradba.
Leta 1749 je carica Elizabeta Ruska odstranila nekaj starih carskih sob, da bi na njihovem mestu postavili reprezentačno palačo, ki naj bi postala nova glavna rezidenca ruskih cesarjev v Moskvi. Za izvedbo je bil naročen priznani italijanski arhitekt Bartolomeo Francesco Rastrelli. Stavba je bila dokončana leta 1753 in je dobila ime Zimska palača. Nekaj let pozneje je Rastrelli v enakem baročnem slogu zgradil tudi veliko bolj znan Zimski dvorec v Sankt Peterburgu, ki je od takrat naprej služila kot carska rezidenca Sankt Peterburga. V vojni proti Napoleonu leta 1812 je bila moskovska zimska palača porušena in obnovljena do leta 1817 po načrtu arhitekta Vasilija Stasova.
Rastrellijeva palača je v poznem 18. stoletju za Katarino II. veljala za zastarelo. Takrat sta arhitekta Vasilij Bašenow in Matvej Kasakov izdelala obsežen projekt palače, ki naj bi dobila veliko večje dimenzije kot sedanja zgradba in naj bi nadomestila več starih stavb v Kremlju. Sčasoma je bil projekt na koncu zavržen, tudi zaradi finančnih razlogov, pa tudi zato, ker je bil projekt kritiziran, da je bil za Kremelj prevelik.

### Nova carska rezidenca v 19. stoletju
Car Nikolaj I. Ruski je bil prvi, ki je v 1830-ih porušil Rastrellijevo palačo, da so na njenem mestu zgradili novo moskovsko carsko rezidenco v slogu, podobnem klasicizmu, ki je takrat v Rusiji veljal za sodobnega. Zasnova nove palače je prišla od Konstantina Thona, ki je znan po številnih dobro znanih moskovskih zgradbah 19. stoletja (vključno s cerkvijo Kristusa Odrešenika in stavbo Nikolajeve železniške postaje).
Gradnja stavbe osrednje palače je trajala od junija 1838 do aprila 1849, skupni stroški projekta pa so bili približno 12 milijonov rubljev. Tako je nastal kompleks Velike kremeljske palače, ki obstaja še danes, ki poleg osrednje palačne stavbe, postavljene v letih 1838–49, vsebuje še veliko starejše poslopje Fasetne palače, palače Terem in Zlate carske palače. Dve zadnji stavbi sta skorajda v celoti obdani s prevladujočim osrednjim delom, tako da sta bili od takrat komaj vidni od zunaj. To, pa tudi dejstvo, da je bila nova, klasicistična stavba arhitekturno v nasprotju z obstoječim kremeljskim ansamblom, v katerem je prevladovala stara ruska arhitektura zgodnje moderne dobe, je Konstantinu Thonu prinašala nenehne kritike. V moskovskem popotniškem vodniku iz leta 1917 je bila presenetljivo velika stavba celo imenovana kot kasarna.
Velika kremeljska palača, vključno s svojimi starejšimi dodatki, je bila od dokončanja do padca carja rezidenca ruskih monarhov v takratnem drugem največjem mestu v cesarstvu. Carji so tu živeli v Moskvi s svojimi družinami in privrženci, tu pa so bili izvedeni tudi pomembni državni obredi, na primer sprejemi visokih tujih gostov ali proslave za kronanje. Poleg tega je bila palača odprta tudi za javne obiske ob nedeljskih praznikih.

### 20. stoletje in sedanjost
Po padcu monarhije v Rusiji in oktobrski revoluciji leta 1917 so stavbe Velike kremeljske palače izgubile svojo funkcijo kot carska rezidenca. Hkrati se je nova državna oblast iz Sankt Peterburga preselila v Moskvo, Kremelj pa je postal lokacija najpomembnejših državnih organov. Tako kot številne druge stavbe v Kremlju se je tudi prejšnja carska palača zdaj uporabljala v administrativne namene: od 1930-ih so sestanki Vrhovnega sveta ZSSR in Ruske SFSR, kongresi Kominterne in pred gradnjo Državne kremeljske palače leta 1961 uporabljeni za strankarske konvencije KPJU. Poleg tega je bilo pet plesnih dvoran osrednje palače uporabljenih za svečane dogodke, kot je počastitev junakov Sovjetske zveze. Nekaj sprememb je bilo v sovjetski dobi tudi v arhitekturi palače: dve dvorani so leta 1934 preuredili v veliko konferenčno dvorano, od koder so od takrat potekale večje konference, pročelja pa so namesto carjevih krasili sovjetski državni simboli.
Po koncu Sovjetske zveze leta 1991 je palačni kompleks postal uprava predsednika Rusije in je do danes uradno del predsednikovega urada. Pretvorbe, narejene v sovjetskem obdobju, so bile v času obsežne prenove stavbnega kompleksa v letih 1994–99 spremenjene, tako da trenutna notranjost palače v veliki meri ustreza prvotnemu stanju v 19. stoletju. Velike sprejemne dvorane v drugem nadstropju stavbe osrednje palače se še vedno uporabljajo za slavnostna dejanja države, na primer za inavguracijo predsednika.

## Palačne stavbe
Če pogledamo kompleks Velike kremeljske palače kot celote, gre za kompilacijo več stavb iz različnih obdobij, ki se prav tako močno razlikujejo po svojem slogu. Vendar je treba opozoriti, da je osrednja stavba, ki izvira iz 19. stoletja, ponekod tudi podobna palači Terem - namen Konstantina Thona, ki je želel svoje delo čim bolj harmonično vključiti v obstoječi ansambel.

### Osrednja palača

#### Zunanjost
Osrednja carska palača, zgrajena 1838–49, prevzame reprezentativno vlogo za vse stavbe v palačnem kompleksu. Od zunaj je njena struktura videti razmeroma enostavna: podolgovato glavno pročelje nasproti reke Moskve, je na sredini okronano s kupolasto konstrukcijo z uro na sredini s štirimi pozlačenimi stranskimi okraski. Zaključena je s pozlačeno konstrukcijo s stebrom, na katerem je od začetka 1990-ih pritrjena ruska državna zastava (prej zastava Sovjetske zveze). Dvonadstropna palačna stavba ima tri vrste oken, drugo nad drugim, pri čemer je spodnji del fasade nekoliko širši od zgornjih dveh in štrleč tudi nekaj metrov naprej, tako da se nad celotno fasado razprostira odprta galerija. Na splošno precej monotona stavba na glavnem pročelju manj spominja na carsko palačo, temveč bolj na tipično upravno stavbo v Ruskem cesarstvu iz 19. stoletja - predvsem ta značilnost je Konstantina Thona takrat vnesla v navzkrižni ogenj kritike.
Thon je pri gradnji palače skušal doseči zelo želeno slogovno povezavo s sosednjo kremeljsko arhitekturo, zlasti v detajlih fasade. V osrednjem delu stavbe so zlasti kokošnik ornamenti na fasadni višini pod kupolo, katere oblike nekoliko spominjajo na staro rusko arhitekturo 16. in 17. stoletja. Iz ruskega državnega grba je tudi pet dvoglavih orlov, ki so bili obnovljeni v 1990-ih, potem ko jih je sovjetska oblast zamenjala s podobami sovjetskega grba. Pod kotom nad petimi orli je mogoče videti šest nekoliko manjših reliefnih podob, ki predstavljajo grbe pokrajin Poljske, Kazana, Moskve, Astrahana, Finske in Krima, ki so prej pripadali Ruskemu cesarstvu. Dve zgornji vrsti oken v stavbi sta nekoliko navdihnjeni s staro kremeljsko arhitekturo: oblika okenske obloge iz belega apnenca spominja na okna v zgornjem delu palače Terem. Vrsta oken v spodnji tretjini stavbe pa se močno razlikuje od zgornje vrste in je bolj podobna arkadni vrsti, glavni vhod na sredini pa je komaj opazen, če se gleda površinsko.
V slogu je Thonova palača večinoma videti kot eklektična mešanica preprostega klasicizma iz zgodnjega 19. stoletja in elementov tradicionalne ruske arhitekture iz 16. in 17. stoletja, čeprav je ruska komponenta tu precej šibkejša od večine znanih Moskovskih historičnih arhitekturnih spomenikov (na primer Zgodovinski muzej na Rdečem trgu).

#### Notranjost velike palače
Razmeroma enostavna zunanja oblika osrednje palače ima izjemno okrašeno notranjost, ki je bila v veliki meri oblikovana po prvotnem stanju iz 19. stoletja med obnovo v 1990-ih. Večino notranje arhitekture palače sta zasnovala arhitekta Fjodor Richter in Nikolaj Čičagov.
Notranjost osrednje palače lahko v grobem razdelimo: na eni strani na reprezentativni del, ki je bil in se uporablja za sprejeme in praznovanja, na drugi strani pa v nekdanje bivalne prostore za carje in njihove družinske člane. Slednji so v pritličju palače, zgornje nadstropje pa se uporablja predvsem za plesne dvorane - vključno s štirimi od petih najbolj reprezentativnih, ki so jih poimenovali po petih najbolj znanih državnih odlikovanjih, podeljenih v Ruskem cesarstvu. Dve nadstropji sta med seboj povezani z velikimi kamnitimi stopnicami iz vhodnega predprostora.

##### Jurijeva dvorana
Jurijeva dvorana (Георгиевский зал) je v zgornjem nadstropju za desno stransko fasado palače. Prostor je dolg 61 metrov, širok 20,5 metra in visok 17,5 metra. Poimenovan po najvišji državni nagradi carstva, redu svetega Jurija (znan tudi kot križ sv. Jurija), ki je bil ustanovljen leta 1769 in je bil podeljen za izjemne vojaške dosežke; velja za najčudovitejšo dvorano palače in je bila vedno uporabljen za slovesnosti ob podelitvi časti in najvišjih priznanj. Na primer, naslov heroja Sovjetske zveze je bil tu podeljen v sovjetski dobi; prav tako je bil leta 1961 tu odlikovan vesoljski pionir Jurij Gagarin oziroma zmagovalci v vojni proti nacistični Nemčiji leta 1945. Poleg tega v Jurijevi dvorani danes potekajo mednarodne konference in še posebej pomembni diplomatski sprejemi.
Svod dvorane, okrašen z bogatimi ornamenti, podpira 18 mogočnih stebrov, od katerih je vsak v spodnjem delu dopolnjen s kipi iz belega marmorja italijansko-ruskega kiparja Giovannija Vitalija, ki v alegoričnih figurah simbolizirajo pokrajine in kneževine Ruskega carstva. Ta ansambel dopolnjujejo velike reliefne podobe svetega Jurija, ki je nagradi dal ime, na obeh koncih dvorane: motiv jahajočega Jurija, ki zmaja ubije s kopljem, je razširjen v Rusiji in med drugim predstavlja osrednji mestni simbol Moskve. Reliefe je ustvaril znani kipar Peter Clodt von Jürgensburg, rojen v Nemčiji. Jurijeva dvorana je vzhodni steni osvetljena z dvema vrstama oken, na drugi strani s 40 stenskimi lučmi in šestimi pompoznimi bronastimi lestenci na oboku, ki jih je v livarni Sankt Peterburg izdelal Felix Chopin in vsak tehta približno 1300 kg. Tla so prav tako zelo izdelana in nas spominjajo na ogromno preprogo z vrsto vzorcev, narejenih iz več kot 20 različnih barvnih in dragocenih vrst lesa. Na pravi namen dvorane spominjajo marmorne plošče na njenih stenah, na katerih je napisanih skupno več kot 11.000 imen vseh nosilcev Reda svetega Jurija.

##### Andrejeva dvorana
Andrejeva dvorana (Андреевский зал) je tudi v zgornjem nadstropju palače in se razprostira skupaj s sosednjo Aleksandrovo dvorano vzdolž južne glavne fasade. Poimenovana je po redu svetega Andreja Prvopoklicanega, ki ga je ustanovil Peter Veliki leta 1698 in je bil podeljen izključno visokim vojaškim osebam. Glede na obliko ordena - modra emajlirana upodobitev križa sv. Andreja z modrim trakom - je bila dvorana tudi prekrita z modrim moirom . Na oboku, ki ga podpirajo slopi, podobno kot Jurijevi dvorani, so stilizirani pozlačeni ornamenti, ki tvorijo križ svetega Andreja med vsakim parom slopov. Nad obema oknoma so slike grbov pokrajin carskega imperija.
Med obnovo leta 1934 so odstranili predelno steno med Andrejevo in Aleksandrovo dvorano, tako da je bila na njenem mestu zgrajena nova dvorana s kapaciteto več kot 2500 ljudi. Do 1980-ih so tam potekali pomembni politični dogodki. Med obnovo v 1990-ih sta bili obe dvorani obnovljeni v prvotno stanje. V letih 2000, 2004 in 2008 so se v Andrejevi dvorani odvijale ceremonije inavguracije ruskega predsednika (Vladimir Putin, 2000 in 2004 in Dimitrij Medvedev 2008).

##### Aleksandrova dvorana
Druga plesna dvorana za glavnim južnim pročeljem, imenovana Aleksandrova dvorana, je svojo prvotno obliko tudi dobila po obnovi v 1990-ih. Ime je dobila po redu Aleksandra Nevskega, ustanovljenem leta 1725, imenovan po kanoniziranem velikem knezu in narodnem junaku Aleksandru Nevskem. V skladu s tem je Aleksandrova dvorana obsežno okrašena z motivi, ki prikazujejo njegovo življenje in delo: številni reliefi izstopajo tako na oboku kot na stebrih, prikazujejo prizore iz bitke pri Čudskem jezeru, ki so jo dobile čete Nevskega. Stene Aleksandrove dvorane so prekrite z rožnatim umetnim marmorjem, ki ji v kombinaciji s pozlačenimi ornamenti, okvirji za slike in lestenci daje rdečo in zlato barvo, ki ustreza obliki reda Aleksandra Nevskega.

##### Katarinina dvorana
Katarinino dvorano (Екатерининский зал) najdemo v zahodnem delu zgornjega nadstropja za severnim pročeljem palače. Ruski red svete Katarine, ki ga je leta 1711 ustanovil Peter Veliki v čast svoje žene Katarine I., je dal tej sobi ime. To medaljo so podeljevali razmeroma redko in načeloma le ženskam (na primer v dobrodelne namene). Skladno z obarvanostjo tega reda prevladujejo lahki srebrni toni tudi v oblikovanju Katarinine dvorane. Podobno kot druge dvorane v zgornjem nadstropju, je na stropu dvorane obešenih več pozlačenih bronastih lestencev, katerih svetlobo dopolnjuje šest dekorativnih talnih svetilk iz svinčevega kristala iz Sankt Peterburga. Druga pomembna zanimivost dvorane so stebri, ki podpirajo obok, in so okrašeni s finimi mozaičnimi vzorci iz temno zelenega malahita.
V času Ruskega cesarstva je Katarinina dvorana služila kot sprejemna dvorana za carske ženske. Carski prestol je tu stal na vzhodni steni. Danes se dvorana včasih uporablja za visoke diplomatske sprejeme in konference.

##### Vladimirjeva dvorana
Vladimirjeva dvorana (Владимирский зал) je v pritličju palače in je posvečena redu sv. Vladimirja, ustanovljenem leta 1782. Dvorana je široka okoli 16 metrov in visoka 18 m in je bistveno manjša kot tri dvorane v zgornjem nadstropju in se od njih razlikuje tudi po svoji arhitekturi. Tvori enoten prostor pod svodom, ne da bi bila razdeljena s stebri ali slopi, in jo na sredini krasi mogočen bronast lestenec. Dnevna svetloba ne prodira skozi okna, temveč skozi majhno stekleno kupolo na oboku. Ker je Vladimirjeva dvorana v osrednjem delu stavbe, so tu tudi povezovalni prehodi z drugimi stavbami palačnega kompleksa in sicer s palačo Terem (prek stopnic), Sveto dvorano Fasetne palače in Zlato carsko palačo, pa tudi z Državno kremeljsko palačo, ki ni del kompleksa. Obokana okna v zgornji vrsti pod obokom ločujejo Vladimirjevo dvorano od Zlate carske palače in nekdanje stanovanjske in službene stavbe, ki so bile postavljene v Thonovi stavbi za straže carskih stanovanj.

##### Carjevi zasebni prostori
Nekdanje bivalne in skupne sobe carja in njegove družine, ki so bile označene kot Lastna polovica (Собственная половина), so v pritličju zahodne polovice palače in so zaradi svoje veličastne opreme, ki so jo takrat ustvarili ruski mojstri umetnosti, poleg plesnih dvoran še ena atrakcija palače.
Omeniti je treba nekdanji cesarjev kabinet, ki je za zahodno fasado in katerega stene so obložene s trdnim jesenovim lesom. Levo od osrednje zgradbe je prehodna galerija s stranskim prizidkom, v kateri so bili v 19. stoletju bivalni prostori za carjeve otroke. Od teh apartmajev sta bili resnično ohranjeni dve posebej čudoviti sobi - tako imenovana Srebrna soba za goste (Серебряная гостиная) in apartmaji naslednika prestola (Апартаменты наследника престола). Srebrna soba za goste je dobila ime po tem, da so bili dodatki (vključno z ogledali, lestenci in nekaterimi kosi pohištva) pravzaprav narejeni iz masivnega srebra. Tudi del Lastne polovice so bile sobe za goste, jedilnice ali spalnice na levi polovici južne fasade. Masivni slopi so tipični za te prostore, ki le-te delijo na več delov, od katerih je vsak urejen in opremljen v svojem slogu (vključno z barokom, rokokojem in klasicizmom).

### Fasetna palača
Hiša, znana kot Fasetna palača (Грановитая палата), ki se vzhodno stika s stavbo osrednje palače, ne predstavlja le najstarejšega dela kompleksa Velike kremeljske palače, temveč tudi najstarejšo ohranjeno moskovsko stavbo. Od zunaj je fasetno palačo mogoče videti z njenim južnim in še posebej presenetljivem vzhodnem pročelju, ki gleda neposredno na Stolnični trg, med cerkvijo Marijinega oznanjenja in cerkvijo Marijinega vnebzetja. Ime izvira iz oblike vzhodne fasade, saj jo krasijo vodoravne vrste kamnov z ostrim robom, ki dajejo vtis fasete.

### Palača Terem

#### Zgodovina arhitekture
Med stavbami kompleksa izstopa palača Terem (Теремной дворец; Terem iz starogrškega τò τέραμνον 'prebivališče', 'komora') zaradi svoje zelo slovesne oblike, ki Konstantinu Thonu ni preprečila, da bi stavbo zgradil skoraj v celoti zaprto s krili osrednje stavbe palače. Zato palače Terem, ki stoji sredi stavbnega kompleksa, ki je zaprt za javnost, danes ni mogoče obiskati od zunaj. Šele na točki zunaj zahodnega Kremeljskega obzidja, v bližini stavbe Ruske državne knjižnice, se odpira redek oddaljen pogled na zgornja nadstropja in streho palače.
Ko je bila zgrajena v letih 1635-1636, je bila palača Terem ena prvih kamnitih stanovanjskih stavb Moskovskega kremlja. Dokončala je cesarjeva stanovanja, zgrajena leta 1508, ki so stala na mestu, kjer je zdaj osrednja zgradba Velike Kremeljske palače in po dokončanju služila takratnemu ruskemu carju Mihaelu in njegovi družini kot rezidenca.

#### Hišna cerkev
Eden od sestavnih delov palače Terem je pet majhnih cerkvenih stavb, ki so bile zgrajene pred palačo ali hkrati z njo in ki so v celoti v stavbi palače. Od zunaj jih lahko prepoznamo po enajstih prikupnih, tankih čebulnih stolpičih s pozlačenimi kupolami, ki so dobro vidne na primer s Stolničnega trga.
Najstarejša ohranjena hišna cerkev je cerkev Marijinega rojstva (Церковь Рождества Богородицы), ki jo je leta 1514 postavil italijanski arhitekt Aloisius Novi na mestu lesene cerkve, ki je obstajala od leta 1360 in je prvotno imela tri cerkvene stolpe, vendar le eno od obnove leta 1684. Ta cerkev je najbolj znana po tem, da se je pisatelj Lev Tolstoj leta 1862 tam poročil z ženo, rojeno v Nemčiji, Sofijo Bers. Katarinino cerkev (Екатерининская церковь) je leta 1627 zgradil arhitekt iz nemškega rodu Jan (ali Johan) Thaler  in je danes ni mogoče videti od zunaj, ker jo je nekaj desetletij pozneje pozidala cerkev Vstajenja (Воскресенская церковь). Zgornja cerkev Odrešenika (Верхоспасская церковь) je bila zgrajena skupaj s palačo Terem, cerkev Križanja (Распятская церковь) pa je bila zgrajena šele nad Zgornjo Odrešenikovo cerkvijo leta 1682.

### Zlata carska palača
Sorazmerno majhna stavba na skrajnem severovzhodu palačnega kompleksa in v bližini cerkve Marijinega vnebovzetja se imenuje Zlata carska palača (Золотая Царицына палата). Tudi ta je bila praktično v celoti zgrajena, ko je bila v 1840-ih končana Velika kremeljska palača, tako da se lahko tja pride samo skozi palačno Vladimirjevo dvorano.
Točno leto, kdaj je bila zgrajena, ni znano, verjetno pa je bila zgrajena v času vladavine Fjodorja I., torej v poznem 16. stoletju in je takrat služila kot bivalnica in sprejemnica za njegovo ženo (carico) Irino Fjodorovno, ki je bila tudi sestra poznejšega carja Borisa Godunova. V notranjosti carske palače je precej prostorna sprejemna dvorana, katere stene so okrašene s številnimi portreti znanih knezov in vojvodinj krščanske pravoslavne kulture. Verjetno je dobila ime po izvedbi teh slik na zlato obarvanem ozadju.